# 張清志
张清志，元朝乾州奉天（今陕西省乾县）人，真大道教第九代掌教。
张清志十六岁出家，先后师事真大道七祖李德和、八祖岳德文。事亲至孝，能耐辛苦，制行坚峻。居住在临汾时，遇大地震，城郭邑屋摧压，死者不可胜计。他遍巡木石之间，听到呻吟声，被他救活的人很多。朝廷推重其名。他掌管真大道教，为九祖。真大道教传至他时更加兴盛。大德十一年（1307年），奉元成宗召至京师大都路，达官贵人求见，他都以病推辞。被赐号演教大宗师、凝神冲妙玄应真人。